# Шахматы Карреры
|   | a               | b                 | c               | d               | e                | f               | g               | h               | i                     | j               |   |  |
| 8 | a8 чёрная ладья | b8 чёрный канцлер | c8 чёрный конь  | d8 чёрный слон  | e8 чёрный король | f8 чёрный ферзь | g8 чёрный слон  | h8 чёрный конь  | i8 чёрный архиепископ | j8 чёрная ладья | 8 |  |
| 7 | a7 чёрная пешка | b7 чёрная пешка   | c7 чёрная пешка | d7 чёрная пешка | e7 чёрная пешка  | f7 чёрная пешка | g7 чёрная пешка | h7 чёрная пешка | i7 чёрная пешка       | j7 чёрная пешка | 7 |  |
| 6 | a6              | b6                | c6              | d6              | e6               | f6              | g6              | h6              | i6                    | j6              | 6 |  |
| 5 | a5              | b5                | c5              | d5              | e5               | f5              | g5              | h5              | i5                    | j5              | 5 |  |
| 4 | a4              | b4                | c4              | d4              | e4               | f4              | g4              | h4              | i4                    | j4              | 4 |  |
| 3 | a3              | b3                | c3              | d3              | e3               | f3              | g3              | h3              | i3                    | j3              | 3 |  |
| 2 | a2 белая пешка  | b2 белая пешка    | c2 белая пешка  | d2 белая пешка  | e2 белая пешка   | f2 белая пешка  | g2 белая пешка  | h2 белая пешка  | i2 белая пешка        | j2 белая пешка  | 2 |  |
| 1 | a1 белая ладья  | b1 белый канцлер  | c1 белый конь   | d1 белый слон   | e1 белый король  | f1 белый ферзь  | g1 белый слон   | h1 белый конь   | i1 белый архиепископ  | j1 белая ладья  | 1 |  |
|   | a               | b                 | c               | d               | e                | f               | g               | h               | i                     | j               |   |  |

Шахматы Карреры — вариант шахмат, предложенный Пьетро Каррерой, впервые описанный в 1617 году. Этот вариант примечателен тем, что в нём возможно впервые были использованы комбинированные фигуры, не считая ферзя из классических шахмат. Позже было создано много современных вариантов этой игры: Шахматы Капабланки, Grand Chess и другие.

## Правила игры
- — Чемпион — комбинированная фигура, сочетающая в себе возможности коня и ладьи. Аналогичная фигура в шахматах Капабланки — канцлер.
- — Кентавр — комбинированная фигура, сочетающая функции коня и слона. Аналогичная фигура в шахматах Капабланки — архиепископ.

Пешка не может пойти на два поля, если она этим ходом выводит короля из под шаха и при этом может быть взята на проходе. В остальных случаях двойной ход разрешён.
Рокировка отсутствует.
Правила превращения пешки неизвестны. Два наиболее вероятных варианта: пешка превращается в ферзя, чемпиона или кентавра; пешка превращается только в ферзя. Превращение в ладью, коня и слона было, скорее всего, неизвестно Каррере.
Остальные правила те же, что и в классических шахматах.